# Víctor Balaguer i Cirera

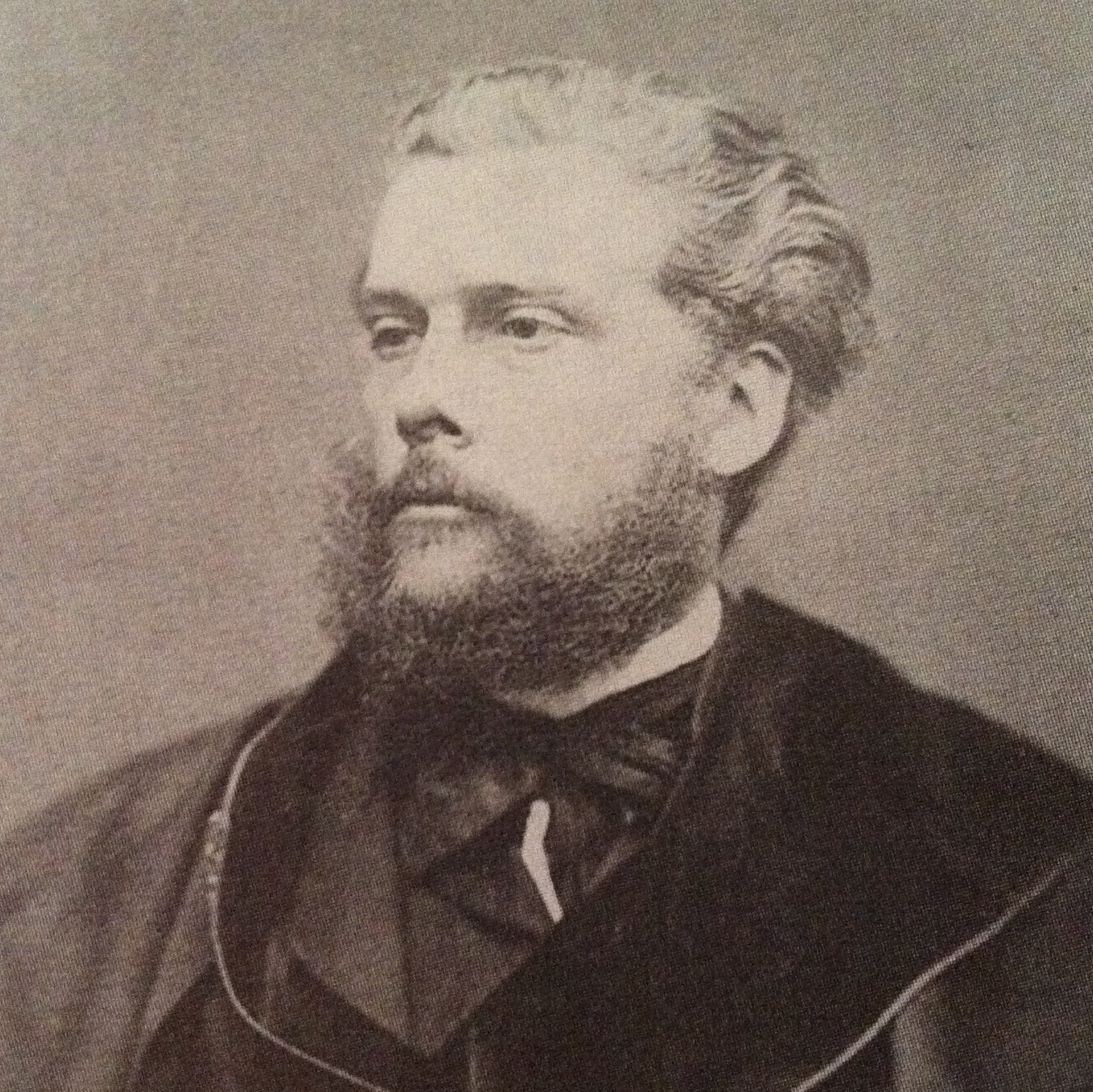
Víctor Balaguer

Víctor Balaguer i Cirera (ur. 11 grudnia 1824 w Barcelonie, zm. 14 stycznia 1901 w Madrycie) – hiszpański pisarz i polityk, tworzący w języku katalońskim i hiszpańskim.
Przez całe życie łączył pracę twórczą z działalnością polityczną. W latach 1843–1868 należał do partii liberalnej, a od roku 1861 był deputowanym do Kortezów. Jako właściciel i wydawca pisma „El Conseller” przyczynił się do odrodzenia literatury katalońskiej, choć sam swój pierwszy wiersz w tym języku napisał dopiero w roku 1857. Dzięki jego staraniom odżyła tradycja igrzysk kwietnych. Ponieważ uczestniczył w wywrotowej działalności generała Juana Prima, musiał opuścić kraj. Lata 1865-1867 spędził wśród felibrów w Prowansji. Pobyt ten wykorzystał później w swojej sześciotomowej pracy naukowej Historia política y literaria de los trobadores (Historia trubadurów w polityce i literaturze, 1878-1880). Do kraju powrócił po wypędzeniu Izabeli II i objął tekę ministra terytoriów zamorskich. Od roku 1879 był członkiem Hiszpańskiej Akademii Królewskiej.